# Villamoron
Villamoron (Villamorón en espagnol) est une localité de la commune de Villegas située dans le Nord de l’Espagne, dans la Communauté autonome de Castille-et-León, province de Burgos, comarque de Odra Pisuega. Situé à 1 km Villegas qui sépare la rivière Brullés, Villamoron se trouve à 37 km de Burgos, capitale de la province.

## Lieux et monuments
- Église de Saint-Jacques-Apôtre : Église protogothique du XIIIe siècle. Classée monument historique en 1994[1]

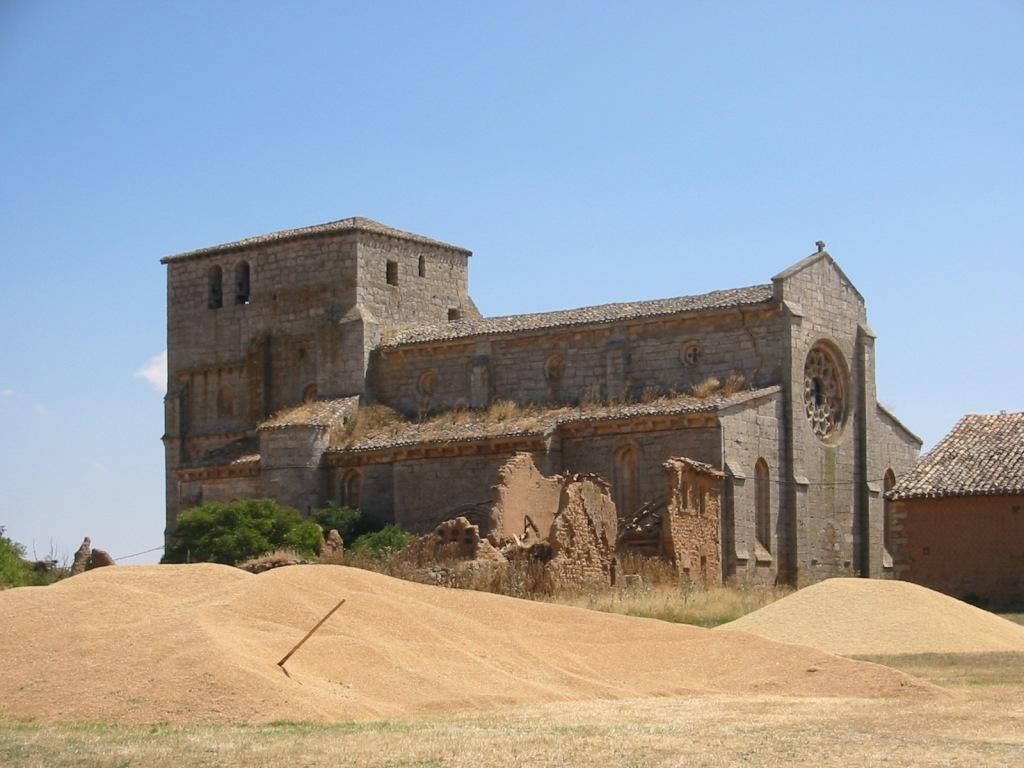
Église de Villamoron depuis les aires
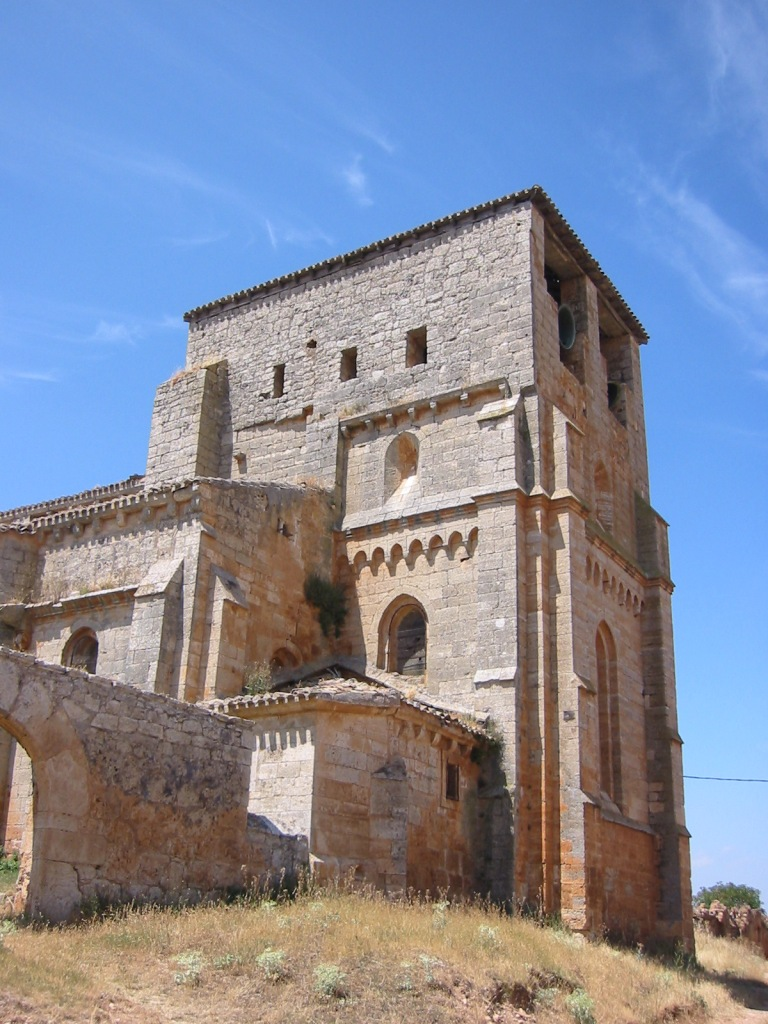
Tour de l'église de Villamoron (2003)

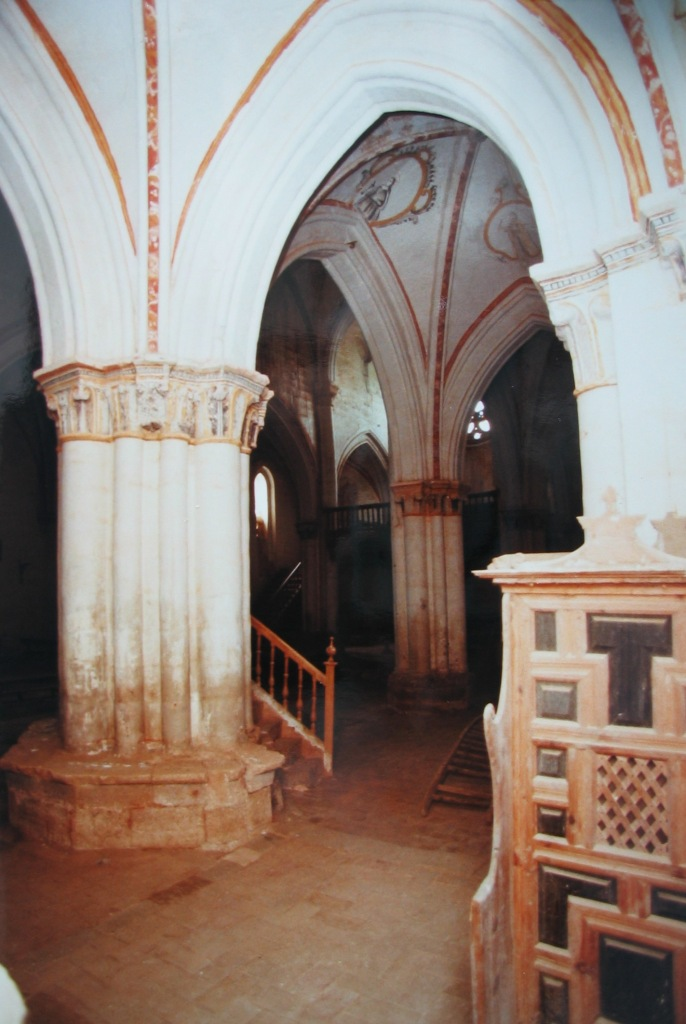
Intérieur (avant le début des travaux)
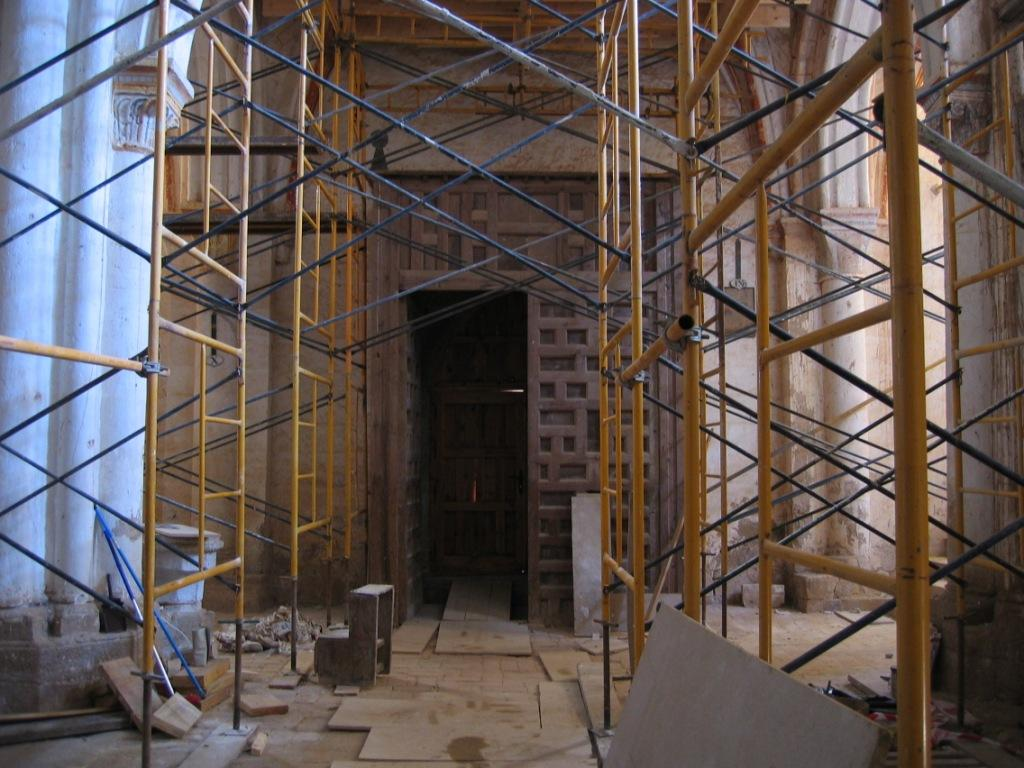
Intérieur de l'église (2006)

- Fontaine et lavoir : Proche au village, c'était l'unique source d'eau potable avant la connexion au réseau d'eau de ville en 1987.

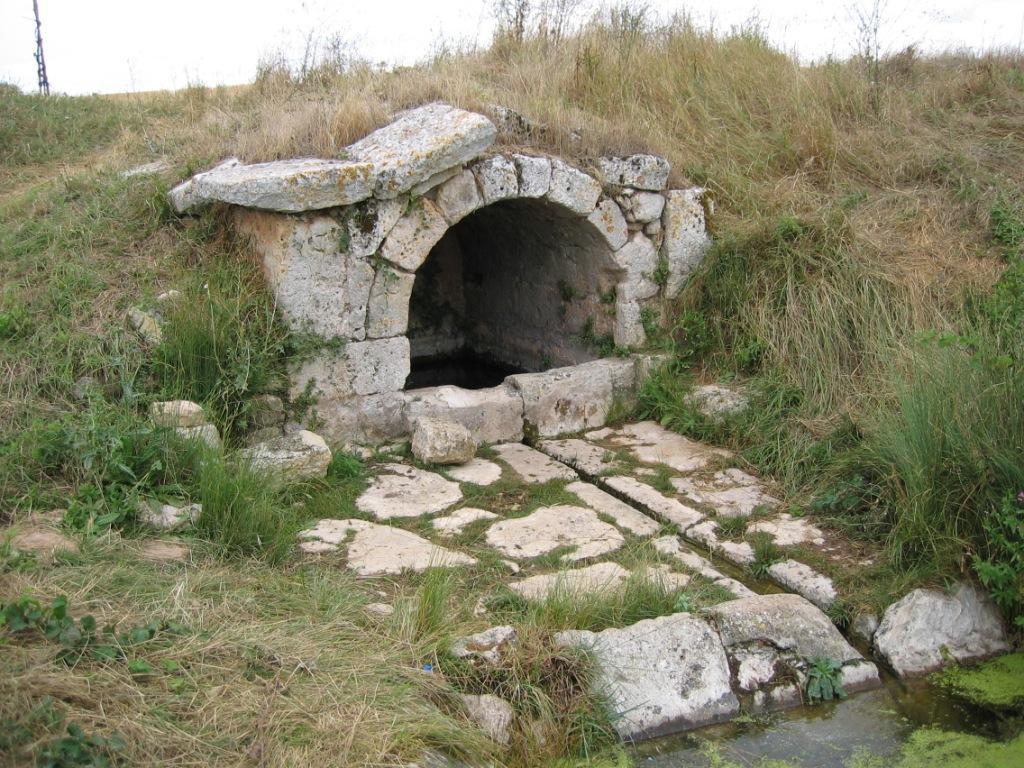
Fontaine de Villamoron

- Forge : Situé derrière l'église, il ne reste que les décombres.

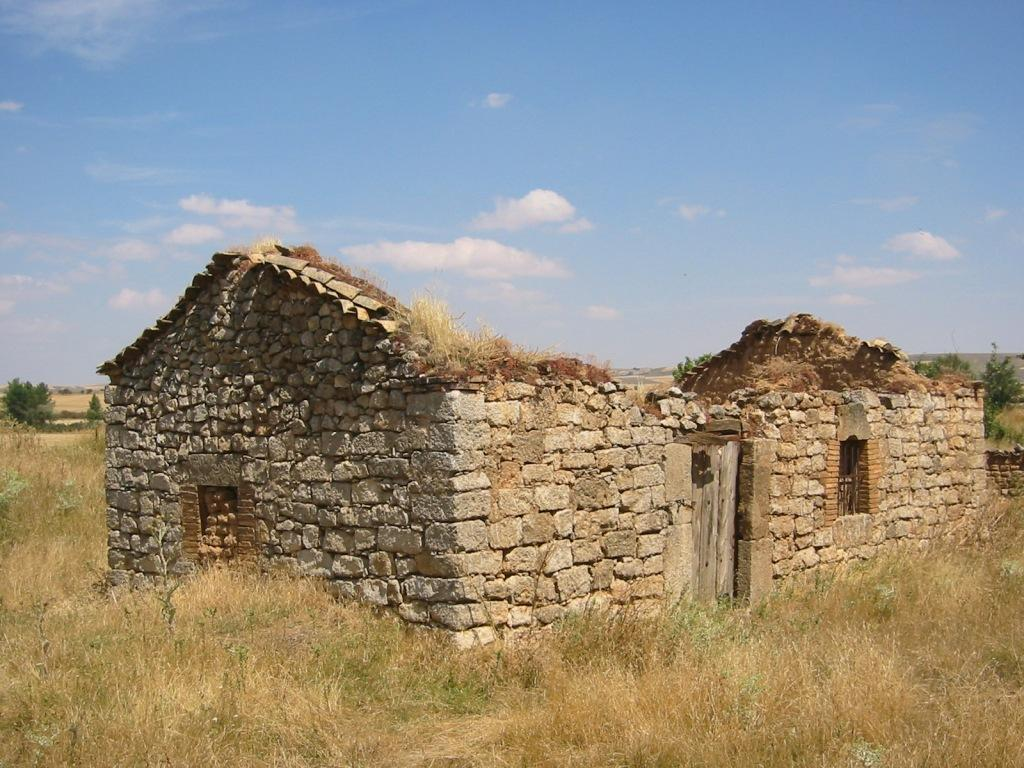
Décombres de la forge de Villamoron

- Pigeonniers : La plupart des pigeonniers du village ont disparu. Il y en a encore deux pigeonniers, tous les deux aux alentours de la localité.

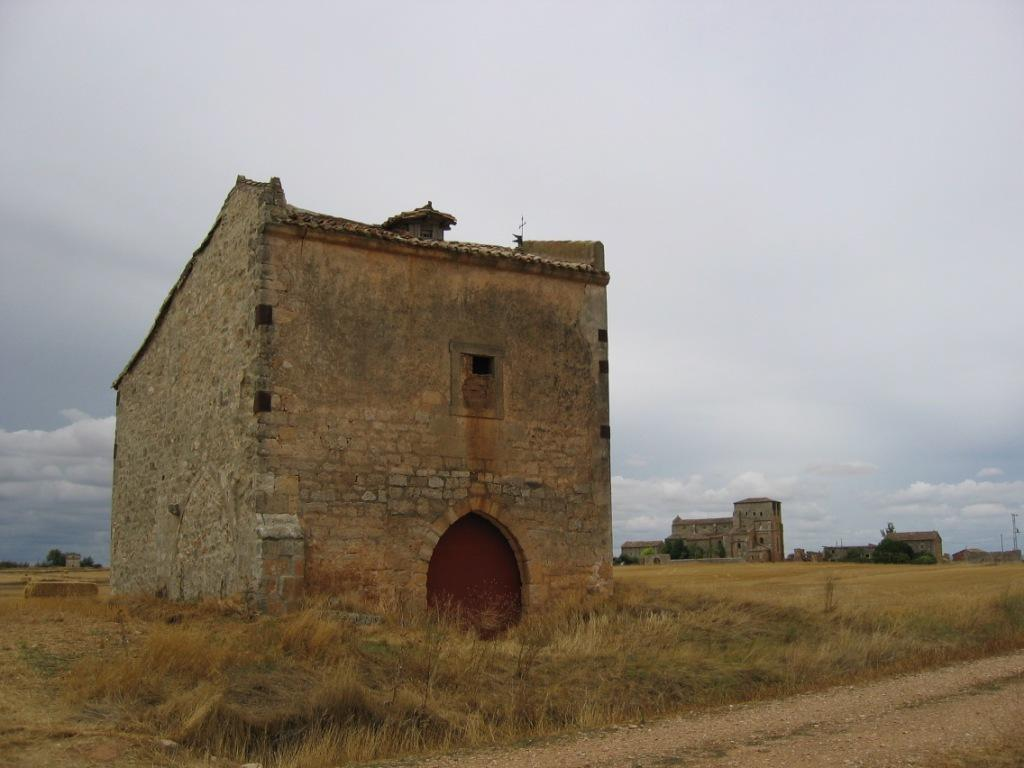
Pigeonnier dit Le Palais

- Caves

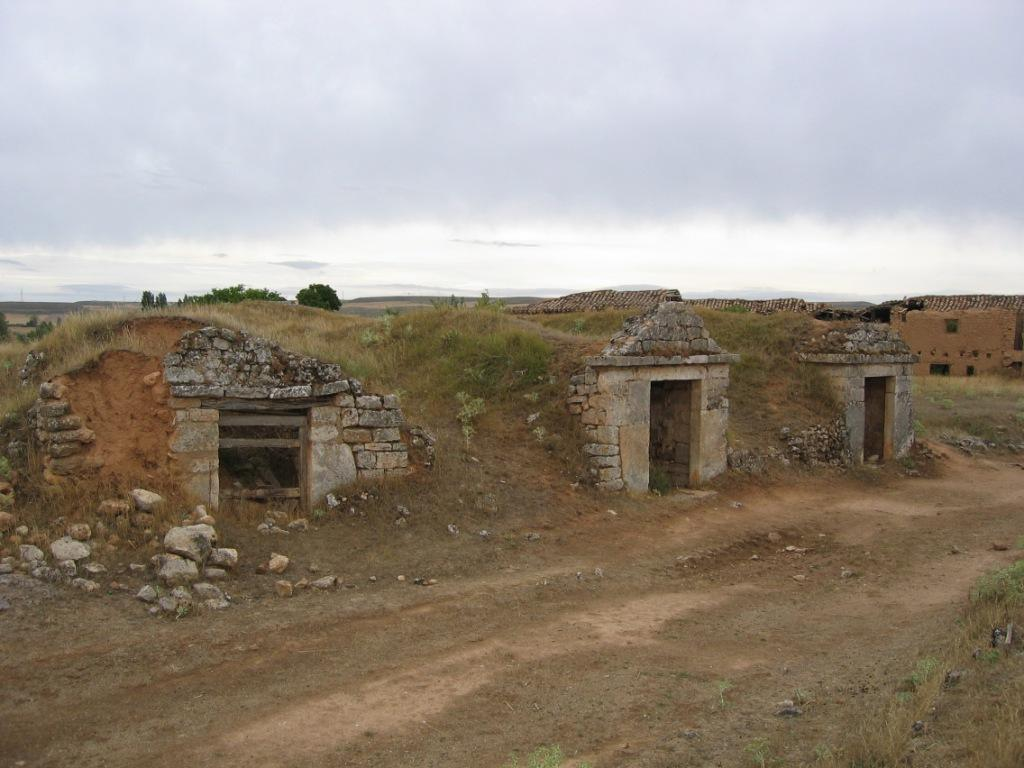
Caves à Villamoron
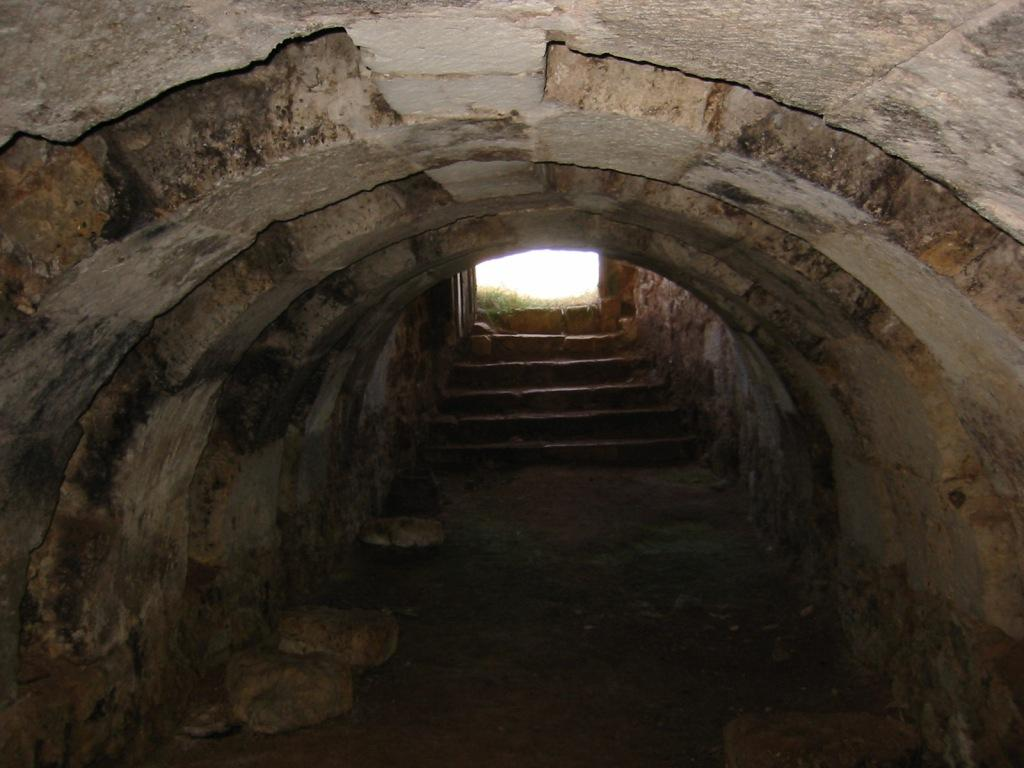
Intérieur d'une cave